# Villa Camerini Bertelè
Villa Camerini, citata anche come Villa Camerini Bertelè o Villa Camerini Bonfiglioli, dalle famiglie che ne assunsero in seguito la proprietà, è un edificio storico situato a Stienta, in provincia di Rovigo, nei pressi dell'argine sinistro del fiume Po.
Costruita nella seconda metà del XVIII secolo come abitazione rurale con accesso grazie a un corso d'acqua, risente dell'influenza dell'architettura militare emiliana differenziandosi dalla consuetudine stilistiche delle Ville venete dell'epoca che integravano invece elementi neoclassici.

## Storia
Commissionata dalla famiglia Camerini, il progettista si ispirò presumibilmente all'architettura della cinquecentesca Villa Schiatti, nella vicina Ficarolo, riproponendo una struttura a castelletto, con prospetto rivolto all'argine del Po. Le esigenze nel contenere il flusso del grande fiume, che determinavano più volte disastrose rotte, finirono per rendere necessario l'innalzamento degli argini così da affossare l'edificio snaturandone la collocazione nel territorio. Per il sito di costruzione si scelse un territorio compreso nelle "Terre Vecchie", porzione di territorio rialzato rispetto al circondario, per preservarlo dalle inondazioni e che la risparmiò anche dall'invasione delle acque a seguito dell'alluvione del Polesine del novembre 1951.

## Architettura
Il complesso si presenta con l'edificio principale ripartito su tre piani, a pianta quadrata e integrato sui lati da due torri simmetriche. Queste non risultano comunque emergenti nei confronti della facciata principale, incuneandosi invece in quella posteriore. La facciata principale, posta a sud e prospiciente al Po, pur nella sua sobrietà, è caratterizzata dalla presenza di due portali centinati e coronati da una ghiera in cotto di vago richiamo lombardesco. Altra caratteristica è la presenza di una finestrella di dimensioni contenute e collocata al terzo piano la quale, presentando un motivo ad archetti rovesciati di gusto tardo gotico, se ne distacca dallo stile severo dell'edificio.
La cappella gentilizia, che nelle altre ville della zona si presenta normalmente come edificio a sé, è invece integrata nel corpo centrale, in un apposito vano al piano terra.
Del complesso fanno parte anche le scuderie, poste sul lato est, e il grande parco recintato, dove al suo interno sopravvivono cedri e criptomerie, che però risente dell'incuria degli ultimi tempi.